# Стік
Стік (у гідрології) — процес стікання дощових і талих вод у водойми і зниження рельєфу під дією сили тяжіння (гравітації).

## Опис
У вузькому розумінні — кількість води, що стікає з водозбору за певний проміжок часу. Проходить як по земній поверхні (поверхневий стік), так і в товщі земної кори (підземний стік).
Поверхневий стік — стік води атмосферних опадів з певної території в річки. Поверхневий стік поділяється на схиловий стік і русловий (річковий). Процес стоку — складова ланка кругообігу води на Землі.
Підземний стік — рух підземних вод від області живлення до областей розвантаження під дією гідравлічного напору або сили тяжіння у процесі кругообігу води в природі. В загальному — кількість підземних вод, що стікає з певної території. Підземний стік характеризується коефіцієнтом, що показує, яка частина атмосферних опадів йде на живлення підземних вод, а також витратою, модулем, об'ємом.
Графічна зміна стоку річки в часі виражається гідрографом та сумарною кривою стоку. Величина і режим стоку залежать від водного балансу водозборів (опадів, випаровування), характера рельєфу і геологічної будови, ґрунтового покриву і рослинності території. Стік визначає ерозію, природний дренаж, перенос і відкладення продуктів денудації.
На рівнинах максимум стоку спостерігається переважно в найбільш зволожених лісових зонах. В горах величина стоку зростає до певної висоти здебільшого на навітряних схилах хребтів.
Характерною особливістю стоку є його мінливість у просторі і за часом. У внутрішньорічному ході стоку річки виділяються фази: повені, паводки, межень. На більшості річок України спостерігається весняна повінь, літньо-осіння та зимова межені. На деяких з них можуть виникати осінні паводки.
Відносно рівномірний протягом року стік, що досягається регулюючим впливом водосховищ і ставків, називається зарегульованим.
Приклад — зарегульований каскадом водосховищ стік річки Дніпро.
Величину стоку протягом будь-якого періоду (року, сезону, місяця і таке інше) виражають:
- середньою витратою води (в м³/с);
- шаром стоку (в мм або см);
- об'ємом стоку (в м³);
- модулем стоку (в л/с.км²);
- коефіцієнтом стоку (в долях одиниці).

Твердий стік — кількість матеріалу, який транспортується водою, вітром або льодовиком.
Іонний стік — кількість мінеральних хімічних речовин (в іонній формі), яка транспортується річковою водою.

## Об'єми стоку десяти найповноводніших річок світу
Об'єм стоку річки за рік свідчить про її водність.
Нижче наведено таблицю об'ємів стоку десяти найповноводніших річок світу.
| \| Назва \| Об'єм стоку за рік, км³ \| \| --------------------------- \| ----------------------- \| \| Амазонка, Південна Америка \| 6903 \| \| Конго, Африка \| 1445 \| \| Янцзи, Азія \| 1080 \| \| Оріноко, Південна Америка \| 913 \| \| Єнісей, Азія \| 624 \| \| Міссісіпі, Північна Америка \| 598 \| \| Парана, Південна Америка \| 551 \| \| Лена, Азія \| 536 \| \| Токантінс, Південна Америка \| 513 \| \| Замбезі, Африка \| 504 \| - Середній річний стік Дніпра — 53,5 км³. - Сумарний стік річок у Світовий океан — 42 000 км³. - Витрата води - Гідрограф - Річки України - Географічна енциклопедія України : [у 3 т.] / редкол.: О. М. Маринич (відповід. ред.) та ін. — К., 1989—1993. — 33 000 екз. — ISBN 5-88500-015-8. - Загальна гідрологія /За ред. В. К. Хільчевського і О. Г. Ободовського: Підручник. — 2-ге вид., доповнене. — К.: ВПЦ «Київський університет», 2008. — 399 с. - Стік // Термінологічний словник-довідник з будівництва та архітектури / Р. А. Шмиг, В. М. Боярчук, І. М. Добрянський, В. М. Барабаш ; за заг. ред. Р. А. Шмига. — Львів, 2010. — С. 183-184. — ISBN 978-966-7407-83-4. \|} |                         |
| Назва | Об'єм стоку за рік, км³ |
| Амазонка, Південна Америка | 6903                    |
| Конго, Африка | 1445                    |
| Янцзи, Азія | 1080                    |
| Оріноко, Південна Америка | 913                     |
| Єнісей, Азія | 624                     |
| Міссісіпі, Північна Америка | 598                     |
| Парана, Південна Америка | 551                     |
| Лена, Азія | 536                     |
| Токантінс, Південна Америка | 513                     |
| Замбезі, Африка | 504                     |